# Кэри, Люшиус, 10-й виконт Фолкленд
Люшиус Бентинк Кэри, 10-й виконт Фолкленд (англ. Lucius Bentinck Cary, 10th Viscount Falkland; 5 ноября 1803 — 12 марта 1884) — британский дворянин, колониальный администратор и либеральный политик. Он носил титул учтивости —  мастер Фолкленд с 1803 по 1809 год.

## Происхождение и военная служба
Родился 5 ноября 1803 года. Старший сын Чарльза Кэри, 9-го виконта Фолкленда (1768—1809), и его жены Кристианы Антон (? — 1822).
2 марта 1809 года после смерти на дуэли своего отца пятилетний Лушиус Кэри унаследовал титулы  10-го виконта Фолкленда из Фолкленда в графстве Файф (Пэрство Шотландии) и  10-го лорда Кэри (Пэрство Шотландии).
Он получил образование в Королевском военном колледже в Сандхерсте и в апрелея 1821 года получил звание энсина в 22-м пехотном полку. В декабре 1821 года он был переведен в 63-й пехотный полк, а затем в 71-й пехотный полк в декабре того же года. Виконт Фолкленд получил звание лейтенанта в 7-м пехотном полку в январе 1825 года, и звание капитана в декабре 1826 года . Он ушел в отставку из армии в ноябре 1830 года.

## Политическая и административная карьера
Реформатор, лорд Фолкленд был избран в Палату лордов в качестве шотландского пэра-представителя в 1831 году. Однако уже 15 мая 1832 года для него был создан титул  барона Хансдона из Скаттерскелфа в графстве Йоркшир (Пэрство Соединённого королевства). Этот титул давал ему автоматическое место в Палате лордов Великобритании. В 1837 году он был принят в Тайный совет Великобритании. После восшествия на престол королевы Виктории в 1837 году он сначала занимал должность лорда-камергера, а после 1838 года — лорда опочивальни.
Виконт Фолкленд был назначен губернатором Новой Шотландии в 1840 году после отзыва сэра Колина Кэмпбелла. Он выступал против движения Джозефа Хау за ответственное правительство, что привело к угрозам Хау высечь его кнутом. Он реструктурировал Исполнительный совет колонии, включив реформаторов в орган, который ранее был вотчиной тори, но сопротивлялся требованию, чтобы партии большинства в законодательном органе было разрешено формировать правительство.
Срок полномочий лорда Фолкленда закончился в 1846 году. Затем он вернулся в Англию и занимал должность капитана йоменской гвардии в правительстве вигов лорда Джона Рассела в 1846—-1848 годах. В 1848—1853 годах он занимал должность губернатора Бомбея. Он вернулся в Англию в 1853 году и позднее служил мировым судьей в Йоркшире.

## Брак и семья
Люшиус Кэри был дважды женат. 27 декабря 1830 года в Королевском павильоне лорд Фолкленд женился первым браком на леди Амелии Фицкларенс (21 марта 1807 — 2 июля 1858), последней незамужней незаконнорожденной дочери короля Великобритании Вильгельма IV и его любовницы Дороти Джордан. Король согласился на их свадьбу, а церемонию провел епископ Винчестерский. Молодожены провели свой медовый месяц в Камберленд-Лодж, а затем проживали в Радби-холле, Норт-Йоркшир. У них был один сын:
- Люшиус Уильям Чарльз Фредерик Кэри, мастер Фолкленд (24 ноября 1831 — 6 августа 1871), был женат на Саре Кристиане Кили (? — 1902), но умер бездетным.

10 ноября 1859 года виконт Фолкленд вторично женился на Элизабет Кэтрин Габбинс (? — 2 декабря 1893), дочери генерал-майора Джозефа Габбинса, и его первой жены Шарлотты Бато, дочери Джеймса Бато, но их брак был бездетным.
Лорд Фолкленд скончался в Монпелье в марте 1884 года в возрасте 80 лет. Поскольку его единственный сын Люшиус умер раньше него, титулы (за исключением баронства Хансдон) унаследовал его младший брат, адмирал Плантагенет Пьерпон Кэри, 11-й виконт Фолкленд.